# Le Caire
Le Caire ist eine französische Gemeinde mit 77 Einwohnern (Stand 1. Januar 2022) im Département Alpes-de-Haute-Provence in der Region Provence-Alpes-Côte d’Azur. Sie gehört zum Arrondissement Forcalquier und zum Kanton Seyne. Die Einwohner werden Cairois genannt.

## Geographie
Le Caire liegt rund 20 Kilometer südlich von Gap im Tal des Gebirgsflusses Grand Vallon, der über die Sasse zur Durance entwässert. Nachbargemeinden sind:
- Faucon-du-Caire im Nordosten,
- Clamensane im Südosten,
- La Motte-du-Caire im Südwesten und
- Curbans im Nordwesten.

## Bevölkerungsentwicklung
| Jahr      | 1968 | 1975 | 1982 | 1990 | 1999 | 2008 | 2016 |
| Einwohner | 68   | 69   | 72   | 85   | 76   | 68   | 68   |

## Sehenswürdigkeiten
Die Kalkmühle aus dem ausgehenden 19. Jahrhundert ist seit 1996 als Monument historique ausgewiesen.